# 巴登和約 (1714年)
1714年的巴登和約是法國與神聖羅馬帝國於1714年9月7日在瑞士巴登簽訂的和約，該和約結束了雙方自西班牙王位繼承戰爭以來的敵對關係，亦作為烏得勒支和約與拉什塔特和約的補充。
皇帝查理六世早在拉什塔特和約以前，就已代表哈布斯堡王室接受了烏得勒支和約。而在巴登和約中，法國與神聖羅馬帝國雙方就先前已達成正式但不完整的部分作補充，從而結束西班牙王位繼承戰爭中剩餘的衝突。 根據當時巴登的方旗騎士(也是見證人)卡斯帕·約瑟夫·多雷爾（Caspar Joseph Dorer，1673年-1754年）的「日記（Diarium）」回憶所述，我們得以了解當本和約與其和平會議的細節。
巴登和約是瑞士史上第一次有國際協議在其領土上簽訂。 在會議邊緣上，各簽署方還秘密同意天主教聯盟干預瑞士邦聯的內政，以支援兩年前在維爾默根附近被擊敗的天主教州，即便當年簽署的阿勞和約已終結了天主教勢力在瑞士的霸權。

## 和約內容
- 法國被允許保有亞爾薩斯及蘭道，但必須歸還萊茵河東岸（布賴斯高）給奧地利。
- 恢復巴伐利亞及科隆選帝侯的領土及地位。
- 皇帝查理六世保有西班牙國王的頭銜及西班牙的遺產（但正因為其位於西班牙，故事實上毫無價值），而西班牙的權力則單獨留給腓力五世。

## 外部連結
- Rolf Stücheli: 巴登和約 (1714年)在線上《瑞士歷史辭典》中的德文、法文或版詞條。 版本日期：20 December 2001。
- Coolidge, W. A. B. .  3 (第11版). London: 184. 1911.
- Holland, Arthur William. .  27 (第11版). London: 826–827. 1911.